# デポルティーボ・ラ・コルーニャ
レアル・クルブ・デポルティーボ・デ・ラ・コルーニャ（Real Club Deportivo de La Coruña、スペイン語発音: [reˈal ˈkluβ ðepoɾˈtiβo ðe la koˈɾuɲa] English: Royal Sporting Club of La Coruña）は、ガリシア州・ア・コルーニャに本拠地を置くスペインのサッカークラブ。デポルティーボ・ラ・コルーニャ（Deportivo La Coruña、発音 [ðepoɾˈtiβo la koˈɾuɲa]）、デポルティーボ（Deportivo）、デポル（Dépor）としても知られる。2024-25シーズンはセグンダ・ディビシオンに所属している。
「Deportivo（デポルティーボ）」はスペイン語で「スポーツの」という意味を持つため、Deportivoの名を冠したスポーツクラブは世界各地に多数存在するが、一般的にこのクラブが「デポル」、「デポルティーボ」の略称で呼ばれる。

## 概要
1906年に設立されると、翌年にはクラブ名に「レアル」(Real)の称号を冠することを認められた。本拠地は3万4600人を収容するエスタディオ・リアソルであり、1944年の建設以来使用されている。伝統的に青と白の縦縞を用いたシャツを着用し、青色のパンツ、白色のソックスを着用する。同じガリシア州内のセルタ・デ・ビーゴとは長い間ライバル関係にあり、セルタとの対戦はガリシア・ダービーとして知られている。
1928年にリーガ・エスパニョーラが始まって以来、2シーズンを除く全期間でプリメーラ・ディビシオン（1部）またはセグンダ・ディビシオン（2部）に在籍している。リーガ・エスパニョーラのプリメーラ・ディビシオンにおいて、優勝（1999-2000シーズン）と5度の準優勝という成績を収めた経験がある。そのほか、コパ・デル・レイでは優勝2度（1994-95シーズンと2001-02シーズン）、スーペルコパ・デ・エスパーニャでは優勝3度の経験がある。1990年代以降はプリメーラ・ディビシオン（1部）に定着し、それらのシーズンの大半は順位表の上半分でシーズンを終えた。UEFAチャンピオンズリーグには2000-01シーズンから5シーズン連続で出場し、2003-04シーズンには準決勝に進出した。
これらの黄金期を作り上げたのは当時クラブの会長を務めていたアウグスト・セサル・レンドイロ氏だったが、この躍進の裏には隠し続けてきた1億ユーロに迫る負債や20シーズン近く行われてきた粉飾決算があった。これらが世間に明るみになり、2014年にレンドイロは辞職。その後は前述した不正によるペナルティや資金のほとんどを借金返済に充てるため、補強がままならずチームの成績は悪化の一途を辿り、2017-18シーズンにプリメーラから降格して以降は国内の下部リーグで戦うシーズンが続いている。

## 歴史

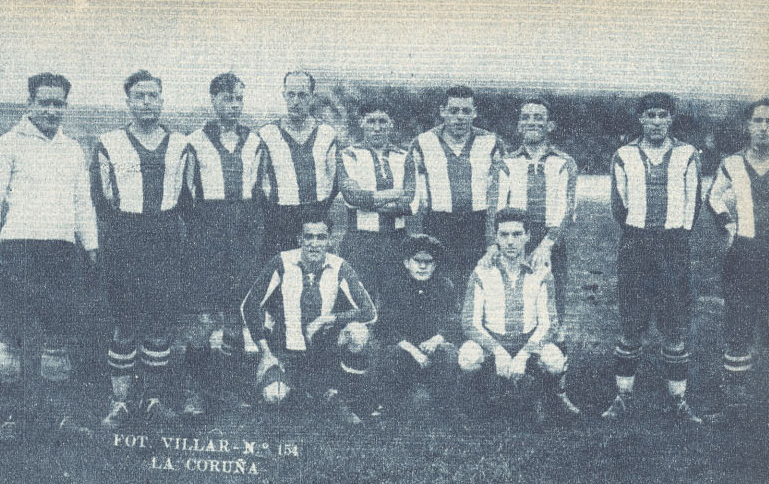
デポルティーボの選手達（1927年）

### 創設期
1902年、イングランドに留学していたホセ・マリア・アバロという若者が帰郷し、地元ア・コルーニャの町にサッカーを紹介した。サッカーはすぐに人気を博し、非公式のルールを採用するいくつかのクラブが形成された。1906年12月、サラ・カルベット・ギムナジウムのメンバーが現在のデポルティーボ・ラ・コルーニャに相当するクラブを形成し、初代会長にはクラブを命名したルイス・コルニデが就任した。1907年5月、アルフォンソ13世がクラブにレアル（Real、王室の）の称号を授けた。創設当初はコラル・デ・ラ・ガイテイラでプレーしていたが、すぐにリアソル浜の近くにあるオールド・リアソルに移った。定期的に親善試合を行い、地元のリーグに所属してリーグ戦を戦っていたが、コパ・デル・レイ（スペイン国王杯）では成功を収めることはできなかった。1920年、アントワープオリンピックの際に各地の有力選手を集めたスペイン代表が成立した。この頃のスペインではサッカー人口が順調に増加し、多くのプロクラブが誕生し、1929年に全国選手権（リーガ・エスパニョーラ）が開始された。

### 全国選手権開始後
デポルティーボは全国選手権創設年にプリメーラ・ディビシオン（1部）の一員となることはできなかったが、セグンダ・ディビシオン（2部）に加わり、最初のシーズンを10クラブ中8位で終えた。続くシーズンも同ディビジョンでプレーし、多くの構造上・地理上の変化を受けた。1932年、デポルティーボはリーグ戦無敗のレアル・マドリードをコパ・デル・レイで破った。1936年にはスペイン内戦が始まり、リーグ戦は1939-40シーズンまで中止された。デポルティーボはリーグ戦が再開されたシーズンにプリメーラ・ディビシオン昇格を争い、昇降格プレーオフの最終戦でローカルライバルのセルタ・デ・ビーゴと戦った。この試合はセルタが1-0で勝利してプリメーラ・ディビシオン残留を決め、デポルティーボのプリメーラ・ディビシオン初昇格はおあずけとなった。1940-41シーズンにも昇降格プレーオフに進出し、レアル・ムルシアを2-1で破ってクラブ史上初のプリメーラ・ディビシオン昇格を決めた。

### プリメーラ・ディビシオン初昇格後
プリメーラ・ディビシオン昇格初年度の1941-42シーズンは4位であったが、続く数シーズンは9位、12位と成績を下げ、1944-45シーズンは14位でセグンダ・ディビシオン降格となった。なお、1941年にプリメーラ・ディビシオンへの参戦が決まると、クラブは新本拠地であるエスタディオ・リアソルの建設を決め、1944年10月28日のバレンシアCFとのリーグ戦で使用を開始している。1945年の降格からわずか1シーズンでプリメーラ・ディビシオンに復帰したが、1946-47シーズン終了後には再びセグンダ・ディビシオン降格、1947-48シーズンには再度1シーズンでプリメーラ・ディビシオン昇格と、所属ディビジョンがめまぐるしく変化した。この時期の中心選手にはキーパーのフアン・アクーニャなどがおり、彼は1942年から1951年までの期間にサモラ賞（最少失点率ゴールキーパー）を4度受賞した。
1948-49シーズンはプリメーラ・ディビシオンを10位で終えた。アルゼンチン人のアレハンドロ・スコペッリ監督はフリオ・コルクエラ、オスワルド・ガルシア、ラファエル・フランコ、ダゴベルト・モルなど南米出身選手を多数獲得し、1949-50シーズンはアトレティコ・マドリードに勝ち点1差の2位に躍進した。クラブは競争力を増し、1956-57シーズンまで9シーズン連続でトップリーグの地位を維持した。この時代にはエレニオ・エレーラ監督やパイーニョ、地元出身のルイス・スアレス（1953年に短期間だけ在籍）などが登場して活躍した。

### エレベータークラブ時代
1957年に降格すると、1957-58シーズンからの5シーズンをセグンダ・ディビシオンで過ごし、1962年に再びトップリーグに昇格した。1960年代から1970年前半のデポルティーボはプリメーラ・ディビシオンとセグンダ・ディビシオンの昇降格を繰り返し、エレベータークラブと揶揄された。1962年・1964年・1966年・1968年・1971年には昇格、1963年・1965年・1967年・1970年・1973年には降格となり、ほぼ毎シーズン歓喜と悲哀を繰り返した。なお、デポルティーボはスペインでの屈指の下部組織を有しており、この時代にはアマンシオ・アマロ、セベリーノ・レイハ、ホセ・ルイス・ベルソ、ハイメ・ブランコなどがトップチームデビューしている。彼らは後にスペイン代表に選出されているが、クラブは財政難によりこれらの若手有望選手を売りに出さざるを得ず、トップリーグでの立場を堅固にすることができなかった。1972-73シーズン終了後のセグンダ・ディビシオン降格によってエレベータークラブと揶揄された時代は終わりを告げた。

### 1970年代から1980年代の暗黒期
1973年に降格すると、セグンダ・ディビシオンでもがき苦しみ、クラブ創設以来初のテルセーラ・ディビシオン（当時3部）への降格は避けられなかった。しかし、すぐに昇格を果たし、セグンダ・ディビシオンに定着した。1979-80シーズンにはクラブ史上2度目の3部リーグ（セグンダ・ディビシオンB、1977年創設）降格を経験したが、わずか1シーズンでセグンダ・ディビシオン昇格を果たしている。なお、この降格と昇格は最大のライバルであるセルタ・デ・ビーゴと同時になされ、1980-81シーズンに彼らは制限君主制（立憲君主制）下で最多となる観客数を集めた。その後は、プリメーラ・ディビシオンへの昇格争いに加わることなくセグンダ・ディビシオンでのプレーを続けた。1987-88シーズンは最終節までセグンダ・ディビシオンB降格の可能性を残したが、最終節のラシン・サンタンデール戦ロスタイムにビセンテ・セレイロが得点してようやくセグンダ・ディビシオン残留を決めた。この残留劇をもって暗黒期を抜け出し、クラブの新時代の幕開けとする向きもある。暗黒期には財政難がクラブ運営に重くのしかかり、クラブ内部の問題から、ほとんど毎年のように監督が解任された。

### 1988年以降の盛り返しから黄金時代へ
1988年夏には弁護士で政治家であるアウグスト・セサル・レンドイロが会長に就任した。この時点で借金は600万ペセタまで積み重なり、15シーズンもプリメーラ・ディビシオンから遠ざかり、財政面やスポーツ面での問題からクラブ施設を建設することができなかったが、かつてデポルティーボで選手や監督として在籍したアルセニオ・イグレシアスが再び監督に就任し、1988-89シーズンのコパ・デル・レイでは準決勝に進出した（レアル・バリャドリードに敗れた）。1989-90シーズンはリーグ戦で快進撃を続け、昇格プレーオフに出場したが、CDテネリフェに敗れて昇格は果たせなかった。1990-91シーズンはリーグ戦を2位で終え、18年ぶりにプリメーラ・ディビシオン昇格を果たすと、クラブの財政状況は改善に向かい、特に若手グループからの社会的な支援が増加した。久々のトップリーグ参戦となった1991-92シーズンは下位に低迷し、残留プレーオフを戦うことになったが、2試合のプレーオフでレアル・ベティスに勝利して残留を果たした。イグレシアス監督は4期に渡ってデポルティーボの監督を務め、ルイス・レカルテ、パコ・リアーニョ、クラウディオ・バラガン、ホセ・ルイス・リベラ、アドルフォ・アルダーナ、ドナトなど強豪クラブ在籍経験のあるベテラン選手たちと若手のフラン（地元出身）、ベベット、マウロ・シルバ（いずれもブラジル出身）らを組み合わせてチームレベルを引き上げた。1992-93シーズンはシーズンを通じて上位につけ、最終的にレアル・マドリードとFCバルセロナの2強に次ぐ3位となってクラブ史上初の欧州カップ戦（UEFAカップ）出場権を獲得した。このシーズンにはベベットが得点王（ピチーチ賞）のタイトルを獲得し、リアーニョがサモラ賞のタイトルを獲得した。リアソールで行われたレアル・マドリード戦は前半を終えて0-2であったが、後半に3得点して逆転した。レアル・マドリード相手に2009-10シーズンまで18シーズンも続いたリアソールでの不敗記録の始まりであった。
1993-94シーズン、リーグ戦ではシーズンを通じて首位を維持したまま最終節を迎えた。中位に低迷していたバレンシアCFとの対戦となった最終節に勝利すれば自動的に優勝が決まるはずであったが、試合終了間際にミロスラヴ・ジュキッチがPKを外すなどして引き分けに終わり、FCバルセロナに逆転を許した。なお、勝ち点1差から最終節に逆転したFCバルセロナは、バレンシアCFの選手に勝利ボーナスを提示したとして非難された。リーグ戦初優勝は逃したものの、リアーニョは2シーズン連続でサモラ賞を受賞し、初めて出場した欧州カップ戦（UEFAカップ）ではオールボーBKやアストン・ヴィラFCを倒してベスト16となったため、サポーターは1993-94シーズンが記憶に残るシーズンであったと認識している。1994-95シーズン開幕当初、イグレシアス監督は同シーズン終了後の退任を示唆していたが、2シーズン連続でリーグ戦2位という好成績を残した。同シーズンのUEFAカップでは再びドイツのボルシア・ドルトムントに敗北を喫したが、コパ・デル・レイでは快進撃を続けてクラブ史上初めて決勝に進出した。エスタディオ・サンティアゴ・ベルナベウで行われたバレンシアCFとの決勝は、1-1で迎えた83分に暴風雨の影響で中断され、3日後に83分から開始されることとなったが、この試合でアルフレド・サンタエレーナがヘディングシュートを決めてクラブ初のメジャータイトルを獲得した。
1998年夏にハビエル・イルレタ監督が就任すると、チームはスペイン屈指の戦術家であるイルレタ監督によって徹底的に鍛え上げられ、1999-00シーズンにはリーガ・エスパニョーラ制覇を達成。このシーズンのチームはブラジル代表のジャウミーニャとマウロ・シルバ、スペイン代表のフラン、オランダ代表のロイ・マカーイなどが主力選手であり、FCバルセロナとバレンシアCFに勝ち点5差を付けて優勝した。ア・コルーニャは人口約20万人程度の町であり、リーガを制したことのあるクラブの本拠地の中でもっとも人口の少ない町であった。1992-93シーズンから2003-04シーズンまでの12シーズンの間に、リーグ戦で4度2位となり、さらに4度3位となった。そしてUEFAチャンピオンズリーグには2000-01シーズンの初出場から5シーズン連続で出場し、2003-04シーズンには準決勝に到達した。イングランドのアーセナルFCやマンチェスター・ユナイテッドFC、イタリアのユヴェントスFCやACミラン、ドイツのバイエルン・ミュンヘンなど、多くの強豪クラブがデポルティーボに敗れているが、特にユヴェントスFCとは短期間に頻繁に対戦して数々の名勝負を繰り広げ、対戦成績は3勝4分1敗と勝ち越している。この黄金期のチームは「スーペル・デポル」(Super Depor)と呼ばれた。

### 黄金時代の終焉から低迷期へ
2003-04シーズンに好成績を残したのを最後に国内外で不振を極め、チーム躍進の立役者であったイルレタ監督の退任とともに黄金期は終わりを迎えることになった。この不振の理由としては、主力選手の高齢化、戦術・メンバーの固定化によるマンネリズムの蔓延、多額の負債を抱えて補強に資金を回せなくなったことなど、様々な理由が挙げられている。

UEFAカップでプレーするデポルティーボの選手たち（2008-09シーズン）

2005年夏には若手の育成に長けたホアキン・カパロス監督を招聘してチームの建て直しを図った。2005-06シーズンは好調な滑り出しを見せたが、フアン・カルロス・バレロン、ジョルジュ・アンドラーデの怪我と共に失速していき、黄金期の輝きを取り戻すには至らなかった。2006-07シーズンはさらに大胆なチーム編成に乗り出し、長年チームを支えたフランシスコ・モリーナ、リオネル・スカローニ、ディエゴ・トリスタンらベテランを放出してイルレタ監督時代の面影を一掃する一方で、有望な若手選手を数多く補強し、再びヨーロッパの舞台への返り咲きを目指したが、チームは大きく低迷。2007年夏にはジョアン・カプデビラやアンドラーデなどの主力を放出し、2007-08シーズンは序盤戦で降格圏にまで低迷した。しかし、2008年1月から5バックの守備と徹底したカウンターサッカーを導入すると得点力が増加し、FCバルセロナ戦を含めた5連勝などで中位まで上昇した。2007-08シーズン後半戦にはリアソルで無敗記録を続け、2008-09シーズンの開幕戦でレアル・マドリードに勝利して記録を18まで伸ばした。2010-11シーズンはリーグ最低の31得点に終わり、最終節のホームでのバレンシアCF戦に敗れ、20年ぶりのセグンダ・ディビシオンへの降格が決まった。勝ち点43を獲得したが、これは過去の降格クラブの中で最高の勝ち点だった。セグンダ・ディビシオンでの戦いとなった2011-12シーズンは圧倒的な強さで優勝し、1年でのプリメーラ・ディビシオンへの復帰となった。しかしプリメーラ・ディビシオンとなった2012-13シーズンは19位となり、わずか1年でセグンダ・ディビシオンへの降格が決まったが、2013-14シーズンは2位となり、再び1年でのプリメーラ・ディビシオンへの復帰が決まった。その後プリメーラの座を死守してきたものの、2017-18シーズン18位に終わり、またしてもセグンダに降格。2018-19シーズンは昇格プレーオフに進出したもの、RCDマヨルカの前に屈した。
2019年7月、日本代表・柴崎岳を獲得したことで話題になった。しかし、2019-20シーズンは一時最下位に転落するなど低迷し、2020年7月20日に40年ぶりにセグンダ・ディビシオンB降格が決まった。

## 下部組織
下部チームとしてデポルティーボ・ファブリルがある。1914年にファブリル・ソシエダ・デポルティーバ（Fabril Sociedad Deportiva）という名称で設立され、1993年にデポルティーボ・ラ・コルーニャB（Deportivo de La Coruña B）に改名されたが、地元では現在でもファブリルと呼ばれることが多い。1,000人収容のシダーデ・デポルティーバ・デ・アベゴンドを本拠地とする。現在はテルセーラ・フェデラシオンに在籍している。

## ユニフォームと紋章
2公式の紋章にはSala Calvet Gymnasiumの旗を腰に巻きつけた騎士が描かれている。中央の王冠はスペイン王室を表現し、斜めに走る青色の縦縞はガリシアのクラブの証（ガリシア州旗のデザイン）である。
1912年までの期間を除き、一貫して青色と白色の縦縞のユニフォームを着用していたが、19-20シーズンはサポーターフラッグをイメージした横縞である。セカンドユニフォームとサードユニフォームの色はシーズンごとに変更される。現在のスポンサーはエストレーリャ・ガリシア（ビール）である。Kappaがユニフォームを製造している。
| 期間      | ユニフォームサプライヤー             | 胸スポンサー             |
| --------- | ------------------------------------ | ------------------------ |
| 1990–1992 | Rox                                  | Leyma                    |
| 1992–1997 | アンブロ                             | Feiraco                  |
| 1997–2000 | アディダス                           | Feiraco                  |
| 2000–2001 | アディダス                           | ドリームキャスト         |
| 2001–2007 | ホマ                                 | Fadesa                   |
| 2007–2008 | カンタベリー・オブ・ニュージーランド | Fadesa                   |
| 2008–2009 | カンタベリー・オブ・ニュージーランド | エストレーリャ・ガリシア |
| 2009–2017 | ロット                               | エストレーリャ・ガリシア |
| 2017-2021 | マクロン                             | エストレーリャ・ガリシア |
| 2021-     | Kappa                                | エストレーリャ・ガリシア |

## タイトル

### 男子チーム

#### 全国タイトル
- プリメーラ・ディビシオン (1) : 1999-00
- コパ・デル・レイ (2) : 1994-95, 2001-02
- スーペルコパ・デ・エスパーニャ (3) : 1995, 2000, 2002
- セグンダ・ディビシオン (5) : 1961-62, 1963-64, 1965-66, 1967-68, 2011-12
- テルセーラ・ディビシオン (1) : 1974-75
- プリメーラ・フェデラシオン (1) : 2023-24

#### 地域タイトル
- ガリシア州選手権[4] 優勝 (6) : 1926-27, 1927–28, 1930–31, 1932–33, 1936–37, 1939–40
- ガリシア州選手権 準優勝 (6) : 1924-25, 1925–26, 1929–30, 1931–32, 1933–34, 1938–39

#### 国外タイトル
- UEFAインタートトカップ (1) : 2008

### 女性チーム
すでに解散している
- コパ・デ・ラ・レイナ・デ・フトボル (5) : 1981, 1982, 1983, 1984, 1985

### インドアフットボール
- カンペオナート・ナシオナル・デ・リーガ・デ・フトボル・インドア (2) : 2007-08, 2009–10
- コパ・デ・エスパーニャ・デ・フトボル・インドア (2) : 2007-08, 2009–10

## 統計
- 46シーズン プリメーラ・ディビシオン（1部）
- 41シーズン セグンダ・ディビシオン（2部）
- 1シーズン プリメーラ・フェデラシオン (現3部、2021年創設)
- 1シーズン セグンダ・ディビシオンB（旧3部、1977-2021年）
- 1シーズン テルセーラ・ディビシオン（旧4部、1977年まで3部、2021年廃止）
- 5回出場 UEFAチャンピオンズリーグ
- 5回出場 UEFAカップ
- 1回出場 UEFAカップウィナーズカップ
- 2回出場 UEFAインタートトカップ

## 近年の成績
| シーズン | リーグ         | 順位    | 試 | 勝 | 分 | 敗 | 得 | 失 | 点 | コパ・デル・レイ | 欧州カップ | 欧州カップ | その他       | 備考 | 監督                                                                           |
| -------- | -------------- | ------- | -- | -- | -- | -- | -- | -- | -- | ---------------- | ---------- | ---------- | ------------ | ---- | ------------------------------------------------------------------------------ |
| 1985-86  | セグンダ       | 6位     | 38 | 17 | 11 | 10 | 54 | 37 | 45 | 3回戦敗退        |            |            |              |      | ヘスス・アラングレン                                                           |
| 1986-87  | セグンダ       | 2位     | 34 | 16 | 11 | 7  | 46 | 33 | 43 | 3回戦敗退        |            |            |              |      | エウセビオ・リオス                                                             |
| 1987-88  | セグンダ       | 16位    | 38 | 8  | 15 | 15 | 35 | 47 | 31 | 3回戦敗退        |            |            |              |      | エウセビオ・リオス アルセニオ・イグレシアス                                    |
| 1988-89  | セグンダ       | 10位    | 38 | 16 | 8  | 14 | 43 | 35 | 40 | 準決勝敗退       |            |            |              |      | アルセニオ・イグレシアス                                                       |
| 1989-90  | セグンダ       | 4位     | 38 | 19 | 6  | 13 | 45 | 38 | 44 | 1回戦敗退        |            |            |              |      | マルコ・アントニオ・ボロナ                                                     |
| 1990-91  | セグンダ       | 2位     | 38 | 8  | 15 | 15 | 60 | 32 | 48 | ベスト16         |            |            |              | 昇格 | アルセニオ・イグレシアス                                                       |
| 1991-92  | プリメーラ     | 17位    | 38 | 8  | 15 | 15 | 37 | 48 | 31 | 準決勝敗退       |            |            |              |      | マルコ・アントニオ・ボロナ アルセニオ・イグレシアス                            |
| 1992-93  | プリメーラ     | 3位     | 38 | 22 | 10 | 6  | 67 | 33 | 54 | 4回戦敗退        |            |            |              |      | アルセニオ・イグレシアス                                                       |
| 1993-94  | プリメーラ     | 2位     | 38 | 22 | 12 | 4  | 54 | 18 | 56 | ベスト16         | UC         | ベスト16   |              |      | アルセニオ・イグレシアス                                                       |
| 1994-95  | プリメーラ     | 2位     | 38 | 20 | 11 | 7  | 68 | 42 | 51 | 優勝             | UC         | ベスト16   |              |      | アルセニオ・イグレシアス                                                       |
| 1995-96  | プリメーラ     | 9位     | 42 | 16 | 13 | 13 | 63 | 44 | 61 | ベスト16         | UCWC       | ベスト4    | スーペルコパ |      | ジョン・トシャック                                                             |
| 1996-97  | プリメーラ     | 3位     | 42 | 21 | 14 | 7  | 57 | 30 | 77 | ベスト16         |            |            |              |      | ジョン・トシャック カルロス・アルベルト・シルバ                                |
| 1997-98  | プリメーラ     | 12位    | 38 | 12 | 13 | 13 | 44 | 46 | 49 | 準々決勝敗退     | UC         | 1回戦敗退  |              |      | カルロス・アルベルト・シルバ ホセ・マヌエル・コラル                            |
| 1998-99  | プリメーラ     | 6位     | 38 | 17 | 12 | 9  | 55 | 43 | 63 | 準決勝敗退       |            |            |              |      | ハビエル・イルレタ                                                             |
| 1999-00  | プリメーラ     | 1位     | 38 | 21 | 6  | 11 | 66 | 44 | 69 | ベスト16         | UC         | ベスト16   |              |      | ハビエル・イルレタ                                                             |
| 2000-01  | プリメーラ     | 2位     | 38 | 22 | 7  | 9  | 73 | 44 | 73 | ベスト 32        | UCL        | ベスト8    | スーペルコパ |      | ハビエル・イルレタ                                                             |
| 2001-02  | プリメーラ     | 2位     | 38 | 20 | 8  | 10 | 65 | 41 | 68 | 優勝             | UCL        | ベスト8    |              |      | ハビエル・イルレタ                                                             |
| 2002-03  | プリメーラ     | 3位     | 38 | 22 | 6  | 10 | 67 | 47 | 72 | 準決勝敗退       | UCL        | 2次L敗退   | スーペルコパ |      | ハビエル・イルレタ                                                             |
| 2003-04  | プリメーラ     | 3位     | 38 | 21 | 8  | 9  | 60 | 34 | 71 | ベスト16         | UCL        | ベスト4    |              |      | ハビエル・イルレタ                                                             |
| 2004-05  | プリメーラ     | 8位     | 38 | 12 | 15 | 11 | 46 | 50 | 51 | ベスト32         | UCL        | GL敗退     |              |      | ハビエル・イルレタ                                                             |
| 2005-06  | プリメーラ     | 8位     | 38 | 15 | 10 | 13 | 47 | 45 | 55 | 準決勝敗退       | IT         | 準優勝     |              |      | ホアキン・カパロス                                                             |
| 2006-07  | プリメーラ     | 13位    | 38 | 12 | 11 | 15 | 32 | 45 | 47 | 準決勝敗退       |            |            |              |      | ホアキン・カパロス                                                             |
| 2007-08  | プリメーラ     | 9位     | 38 | 15 | 7  | 16 | 46 | 47 | 52 | ベスト32         |            |            |              |      | ミゲル・アンヘル・ロティーナ                                                   |
| 2008-09  | プリメーラ     | 7位     | 38 | 16 | 10 | 12 | 48 | 47 | 58 | ベスト16         | UC         | ベスト32   |              |      | ミゲル・アンヘル・ロティーナ                                                   |
| 2008-09  | プリメーラ     | 7位     | 38 | 16 | 10 | 12 | 48 | 47 | 58 | ベスト16         | IT         | 優勝       |              |      | ミゲル・アンヘル・ロティーナ                                                   |
| 2009-10  | プリメーラ     | 10位    | 38 | 13 | 8  | 17 | 35 | 49 | 47 | 準々決勝敗退     |            |            |              |      | ミゲル・アンヘル・ロティーナ                                                   |
| 2010-11  | プリメーラ     | 18位    | 38 | 10 | 13 | 15 | 31 | 47 | 43 | 準々決勝敗退     |            |            |              | 降格 | ミゲル・アンヘル・ロティーナ                                                   |
| 2011-12  | セグンダ       | 1位     | 42 | 29 | 4  | 9  | 76 | 45 | 91 | ベスト32         |            |            |              | 昇格 | ホセ・ルイス・オルトラ                                                         |
| 2012-13  | プリメーラ     | 19位    | 38 | 8  | 11 | 19 | 47 | 70 | 35 | ベスト32         |            |            |              | 降格 | フェルナンド・バスケス                                                         |
| 2013-14  | セグンダ       | 2位     | 42 | 19 | 12 | 11 | 48 | 36 | 69 | ベスト32         |            |            |              | 昇格 | フェルナンド・バスケス                                                         |
| 2014-15  | プリメーラ     | 16位    | 38 | 7  | 14 | 17 | 35 | 60 | 35 | ベスト32         |            |            |              |      | ビクトル・フェルナンデス ビクトール・サンチェス                                |
| 2015-16  | プリメーラ     | 15位    | 38 | 8  | 18 | 12 | 45 | 61 | 42 | ベスト16         |            |            |              |      | ビクトール・サンチェス                                                         |
| 2016-17  | プリメーラ     | 16位    | 38 | 8  | 12 | 18 | 43 | 61 | 36 | ベスト16         |            |            |              |      | ガイスカ・ガリターノ ペペ・メル                                                |
| 2017-18  | プリメーラ     | 18位    | 38 | 6  | 11 | 21 | 38 | 76 | 29 | ベスト32         |            |            |              | 降格 | ペペ・メル クリストバル・パラーロ クラレンス・セードルフ                       |
| 2018-19  | セグンダ       | 6位     | 42 | 17 | 17 | 8  | 49 | 31 | 68 | 2回戦敗退        |            |            |              |      | ナチョ・ゴンサレス ホセ・ルイス・マルティ                                      |
| 2019-20  | セグンダ       | 19位    | 42 | 12 | 15 | 15 | 43 | 60 | 51 | 2回戦敗退        |            |            |              | 降格 | フアン・アントニオ・アンケラ ルイス・セサル・サンペドロ フェルナンド・バスケス |
| 2020-21  | セグンダB      | 4位/2位 | 24 | 11 | 6  | 7  | 22 | 13 | 39 | 2回戦敗退        |            |            |              |      | フェルナンド・バスケス ルベン・デ・ラ・バレラ                                  |
| 2021-22  | プリメーラRFEF | 2位     | 38 | 22 | 8  | 8  | 59 | 29 | 74 | 2回戦敗退        |            |            |              |      | ボルハ・ヒメネス                                                               |
| 2022-23  | プリメーラRFEF | 4位     | 38 | 18 | 13 | 7  | 53 | 29 | 67 | 1回戦敗退        |            |            |              |      | ボルハ・ヒメネス オスカル・カノ ルベン・デ・ラ・バレラ                         |
| 2023-24  | プリメーラRFEF | 1位     | 38 | 22 | 12 | 4  | 64 | 27 | 78 | 2回戦敗退        |            |            |              |      | イマノル・イディアケス                                                         |
| 2024-25  | セグンダ       | '       |    |    |    |    |    |    | '  | 2回戦敗退        |            |            |              |      | イマノル・イディアケス（英語版）オスカル・ギルサンス（英語版）                 |

## 現所属メンバー
2025年2月12日
注：選手の国籍表記はFIFAの定めた代表資格ルールに基づく。
| No. | Pos. |                  | 選手名                      |
| --- | ---- | ---------------- | --------------------------- |
| 1   | GK   | スペイン         | ヘルマン・パレーノ          |
| 2   | MF   | オーストラリア   | デニス・ジェンロー ()       |
| 3   | FW   | オランダ         | ザカリア・エッダチョウリ () |
| 4   | DF   | フランス         | パブロ・マルティネス ()     |
| 5   | DF   | スペイン         | ダニ・バルシア              |
| 6   | DF   | スペイン         | アレックス・ペチャロマン    |
| 7   | FW   | スペイン         | ディエゴ・ゴメス            |
| 8   | MF   | スペイン         | ディエゴ・ヴィラレス        |
| 9   | FW   | スペイン         | イバン・バルベロ            |
| 10  | FW   | スペイン         | エレメイ・エルナンデス      |
| 11  | DF   | セルビア         | ネマニャ・トシッチ          |
| 12  | MF   | コンゴ民主共和国 | オメヌケ・ムフル ()         |
| 14  | FW   | スペイン         | クリスティアン・エレーラ    |

| No. | Pos. |              | 選手名                       |
| --- | ---- | ------------ | ---------------------------- |
| 15  | DF   | スペイン     | パブロ・バスケス             |
| 16  | FW   | アルゼンチン | フアン・ガウト               |
| 17  | FW   | スペイン     | ダヴィド・メラ               |
| 18  | DF   | スペイン     | セルヒオ・エスクデロ・パロモ |
| 19  | DF   | スペイン     | ハイメ・サンチェス・ムニョス |
| 20  | MF   | スペイン     | ホセ・アンヘル               |
| 21  | MF   | スペイン     | マリオ・ソリアーノ           |
| 22  | MF   | スペイン     | ウーゴ・ラマ                 |
| 23  | DF   | スペイン     | シモ・ナバーロ               |
| 24  | FW   | モロッコ     | モハメド・ブルディーニ       |
| 25  | GK   | ブラジル     | エウトン・レイチ ()          |
| 28  | MF   | イングランド | チャーリー・パティーノ ()    |
| 33  | DF   | スペイン     | ラファエル・オブラドール     |

監督
- オスカル・カノ（英語版）

### ローン移籍
in
注：選手の国籍表記はFIFAの定めた代表資格ルールに基づく。
| No. | Pos. |              | 選手名                            |
| --- | ---- | ------------ | --------------------------------- |
| 11  | DF   | セルビア     | ネマニャ・トシッチ (チューリッヒ) |
| 16  | FW   | アルゼンチン | フアン・ガウト (バーゼル)         |

| No. | Pos. |          | 選手名                                        |
| --- | ---- | -------- | --------------------------------------------- |
| 33  | DF   | スペイン | ラファエル・オブラドール (RM・カスティージャ) |

out
注：選手の国籍表記はFIFAの定めた代表資格ルールに基づく。
| No. | Pos. |          | 選手名                                    |
| --- | ---- | -------- | ----------------------------------------- |
| --  | FW   | スペイン | ダヴィド・アルバレス (レアル・ムルシア)   |
| --  | FW   | スペイン | ルイス・チャコン (クルトゥラル・レオネサ) |
| --  | FW   | スペイン | ラウール・アルカイナ (レアル・ムルシア)   |
| --  | GK   | スペイン | エリック・プエルト (マルベジャ)           |

| No. | Pos. |              | 選手名                                   |
| --- | ---- | ------------ | ---------------------------------------- |
| --  | MF   | スペイン     | ルーベン・ロペス・デュラン (バルセロナB) |
| --  | FW   | スペイン     | ディエゴ・ゴメス (アレンテイロ)          |
| --  | DF   | ギニアビサウ | イアノ・シマン (アレンテイロ)            |
| --  | FW   | スペイン     | パブロ・ムニョス (マルベジャ)            |

## 歴代監督
2025年2月12日時点
| 名前                                 | 在任期間  |
| ------------------------------------ | --------- |
| 不明                                 | 1906-1927 |
| フェリクス・ヒーラ                   | 1927–1928 |
| ヴォッゲンフベル・フェレンツ         | 1928–1929 |
| フェリクス・ヒーラ                   | 1929–1933 |
| ホセ・プラナス                       | 1933–1934 |
| フェルナンド・ファリーナ             | 1933–1934 |
| ホセ・トーレス                       | 1933–1936 |
| イラリオ                             | 1939–1941 |
| セルソ・マリーニョ                   | 1941–1942 |
| チャチョ                             | 1941–1943 |
| ラモン・デ・ラ・フエンテ             | 1943–1945 |
| イラリオ                             | 1945–1946 |
| フアン・アウーレ・ペレス             | 1946–1947 |
| ルイス・ウルキリ                     | 1947–1948 |
| サビーノ・アンフォネギ               | 1948–1949 |
| ホセ・トーレス                       | 1948–1949 |
| アレハンドロ・スコペッリ             | 1949–1950 |
| ヘロニモ・ディアス                   | 1950–1951 |
| チャチョ                             | 1951–1952 |
| フェルナンド・ファリーナ             | 1952–1953 |
| フランシスコ・カサル・レイ           | 1952–1953 |
| エレニオ・エレーラ                   | 1952–1953 |
| エドゥアルド・トーバ・ムイーニョ     | 1952–1953 |
| カルロス・イトゥラスペ・クエバス     | 1953–1954 |
| エドゥアルド・トーバ・ムイーニョ     | 1954–1955 |
| ロドリゴ・ガルシア・ビソーソ         | 1955–1956 |
| アンヘル・スビエタ                   | 1955–1957 |
| ディエゴ・ビジャロンガ               | 1956–1957 |
| ロベルト・ロドリゲス・オソーレス     | 1957–1958 |
| カルロス・イトゥラスペ・クエバス     | 1957–1958 |
| エルネスト・ポンス                   | 1958–1959 |
| イラリオ                             | 1958–1959 |
| ヘスス・バリオ・アルバレス           | 1959–1961 |
| フアン・オチョアントサーナ・ミリクア | 1961–1962 |
| エンリケ・ラバーサ                   | 1962–1963 |
| ロヘリオ・サンティアゴ               | 1962–1963 |
| ロケ・オルセン                       | 1963–1964 |
| ルイス・カルニリア                   | 1964–1965 |
| フアン・オチョアントサーナ・ミリクア | 1964–1965 |
| ロドリゴ・ガルシア・ビソーソ         | 1964–1965 |
| エンリケ・オリサオーラ・ベラスケス   | 1965–1967 |
| ダゴベルト・モール                   | 1966–1967 |
| ペドロ・エギルス・ラマルカ           | 1967–1968 |
| ホセ・マリア・マルティン・ロドリゲス | 1968–1969 |
| ロケ・オルセン                       | 1970–1971 |
| アルセニオ・イグレシアス             | 1970–1973 |
| フェルナンド・リエラ                 | 1973–1974 |
| カルロス・トーレス・バラジョーブレ   | 1973–1974 |
| エンリケ・オリサオーラ・ベラスケス   | 1973–1974 |
| ホセ・イルレギ・ヘルマディア         | 1974–1975 |
| ホセ・ナージャ・メージャ             | 1975–1976 |
| ホセ・マリア・マルティン・ロドリゲス | 1975–1976 |
| エクトル・リアル                     | 1976–1977 |
| ホセ・マリア・マルティン・ロドリゲス | 1976–1977 |
| ホセ・セルトゥーチャ                 | 1976–1977 |
| ホセ・ロペス・ロドリゲス             | 1976–1977 |
| フアン・アルサ                       | 1977–1978 |
| エンリケ・マテオス                   | 1978–1979 |
| ルイス・スアレス                     | 1978–1979 |
| フランシスコ・ガルシア・ベルドゥーゴ | 1979–1980 |
| ホセイート                           | 1979–1980 |
| ホセ・マルティネス・パロマール       | 1980–1982 |
| ルイス・ロドリゲス・バス             | 1981–1982 |
| アルセニオ・イグレシアス             | 1982–1985 |
| ヘスス・アラングレン・メリーノ       | 1985–1986 |
| エウセビオ・リオス                   | 1986–1988 |
| アルセニオ・イグレシアス             | 1988–1989 |
| マルコ・アントニオ・ボロナ           | 1989–1990 |
| アルセニオ・イグレシアス             | 1990–1991 |
| マルコ・アントニオ・ボロナ           | 1991–1992 |
| アルセニオ・イグレシアス             | 1991–1995 |
| ジョン・トシャック                   | 1995–1997 |
| カルロス・アルベルト・シルバ         | 1996–1998 |
| ホセ・マヌエル・コラル               | 1997–1998 |
| ハビエル・イルレタ                   | 1998–2005 |
| ホアキン・カパロス                   | 2005–2007 |
| ミゲル・アンヘル・ロティーナ         | 2007–2011 |
| ホセ・ルイス・オルトラ               | 2011–2012 |
| ドミンゴス・パシエンシア             | 2012–2013 |
| フェルナンド・バスケス               | 2013–2014 |
| ビクトル・フェルナンデス             | 2014–2015 |
| ビクトル・サンチェス                 | 2015–2016 |
| ガイスカ・ガリターノ                 | 2016-2017 |
| ペペ・メル                           | 2017      |
| クリストバル・パラーロ               | 2017-2018 |
| クラレンス・セードルフ               | 2018      |
| ナチョ・ゴンサレス                   | 2018-2019 |
| ホセ・ルイス・マルティ               | 2019      |
| フアン・アントニオ・アンケラ         | 2019      |
| ルイス・セサル・サンペドロ           | 2019      |
| フェルナンド・バスケス               | 2019-2021 |
| ルベン・デ・ラ・バレラ               | 2021      |
| ボルハ・ヒメネス                     | 2021-2022 |
| オスカル・カノ                       | 2022-2023 |
| ルベン・デ・ラ・バレラ               | 2023      |
| イマノル・イディアケス               | 2023-2024 |
| オスカル・ギルサンス                 | 2024-     |

## 歴代所属選手

### 個人タイトル受賞者
- ピチーチ賞:（3人）

1992-1993  ベベット 29得点
2001-2002  ディエゴ・トリスタン 21得点
2002-2003  ロイ・マカーイ 29得点
- サモラ賞:（4人）

1941-1942  フアン・アクーニャ
1942-1943  フアン・アクーニャ
1949-1950  フアン・アクーニャ
1950-1951  フアン・アクーニャ
1953-1954  フアン・イグナシオ・オテロ
1992-1993  フランシスコ・リアーニョ（サンティアゴ・カニサレスと同時受賞）
1993-1994  フランシスコ・リアーニョ
1996-1997  ジャック・ソンゴォ
- ヨーロッパ・ゴールデンシュー:（1人）

2002-2003  ロイ・マカーイ 29得点、58ポイント

### 代表タイトル受賞者
デポルティーボ在籍経験がある代表タイトル受賞者を記載している
- FIFAワールドカップ優勝者:（5人）

1994 FIFAワールドカップ  ベベット
1994 FIFAワールドカップ  マウロ・シルバ
2002 FIFAワールドカップ  リバウド
2010 FIFAワールドカップ  アルバロ・アルベロア
2010 FIFAワールドカップ  ジョアン・カプデビラ
- UEFA欧州選手権優勝者:（6人）

UEFA欧州選手権1964  ルイス・スアレス
UEFA欧州選手権1964  アマンシオ・アマロ
UEFA欧州選手権1964  ホセ・ビセンテ・トライン
UEFA欧州選手権1964  セベリーノ・レイハ
UEFA欧州選手権2000  シルヴァン・ヴィルトール
UEFA欧州選手権2008  アルバロ・アルベロア
UEFA欧州選手権2008  ジョアン・カプデビラ
- コパ・アメリカ優勝者:（7人）

コパ・アメリカ1989  ベベット
コパ・アメリカ1995  セルヒオ・ダニエル・マルティネス
コパ・アメリカ1997  セザール・サンパイオ
コパ・アメリカ1997  ジャウミーニャ
コパ・アメリカ1997  マウロ・シルバ***
コパ・アメリカ1997  フラビオ・コンセイソン ***
コパ・アメリカ1999  フラビオ・コンセイソン
コパ・アメリカ1999  リバウド
*** マウロ・シルヴァとフラビオ・コンセイソン（1回目）はデポルティーボ在籍時にタイトルを勝ち取った
- アフリカネイションズカップ優勝者:（2人）

アフリカネイションズカップ1988  ジャック・ソンゴォ
アフリカネイションズカップ1994  ペーター・ルファイ
アフリカネイションズカップ2002  ジャック・ソンゴォ
- CONCACAFゴールドカップ優勝者:（2人）

2003 CONCACAFゴールドカップ  オマール・ブラボ***
2009 CONCACAFゴールドカップ  オマール・ブラボ***
2011 CONCACAFゴールドカップ  アンドレス・グアルダード***
*** オマール・ブラボ（2回とも）とアンドレス・グアルダードはデポルティーボ在籍時にタイトルを勝ち取った
- FIFAコンフェデレーションズカップ優勝者:（5人）

FIFAコンフェデレーションズカップ1997  ベベット
FIFAコンフェデレーションズカップ1997  セザール・サンパイオ
FIFAコンフェデレーションズカップ1997  フラビオ・コンセイソン***
FIFAコンフェデレーションズカップ1997  リバウド
FIFAコンフェデレーションズカップ2001  シルヴァン・ヴィルトール
FIFAコンフェデレーションズカップ2003  シルヴァン・ヴィルトール
*** フラビオ・コンセイソンはデポルティーボ在籍時にタイトルを勝ち取った
- 夏季オリンピック優勝者:（3人）

1992 バルセロナオリンピック  ホセ・エミリオ・アマビスカ
1992 バルセロナオリンピック  ハビエル・マンハリン
2004 アテネオリンピック  ファブリシオ・コロッチーニ

### GK
- フアン・アクーニャ 1938-1955
- アントニオ・ベタンコルト 1962-1963
- フランシスコ・ブーヨ 1976-1978
- ヌーノ・サント 1996-2002
- ジャック・ソンゴォ 1996-2001, 2003-2004
- フランシスコ・モリーナ 2000-2006
- フアンミ 2002-2003
- グスタボ・ムヌア 2003-2009
- ドゥドゥ・アワット 2006-2008.12
- マヌ・フェルナンデス 2007-2011, 2015-2016
- ダニエル・アランスビア 2008-2013
- プシェミスワフ・ティトン 2016-2018

### DF
- セベリーノ・レイハ 1957-1959
- ミロスラヴ・ジュキッチ 1990-1997
- アルマンド・アルバレス 1996-1999
- ヌルディーヌ・ナイベト 1996-2004
- エンリケ・ロメロ 1998-2006
- マヌエル・パブロ 1998-2016
- セサル・マルティン 1999-2006
- ジョアン・カプデビラ 2000-2007
- ゴラン・ジョロヴィッチ 2001-2004
- ジョルジュ・アンドラーデ 2002-2007
- アルバロ・アルベロア 2006-2007
- アルベルト・ロポ 2006-2011
- パブロ・アルバレス・ヌニェス 2006-2012
- ゼ・カストロ　2008-2013
- カルロス・マルチェナ 2012-2014

### MF
- イラリオ 1928-1931, 1940-1942
- フラン 1988–2005
- アドルフォ・アルダーナ 1992-1996
- マウロ・シルバ 1992-2005
- ドナト 1993-2003
- コランタン・マルティンス 1996-1997
- リオネル・スカローニ 1997-2006
- ムスタファ・ハッジ 1997-1999
- ビクトル・サンチェス 1999-2006
- エメルソン 2000-2002
- アルド・ドゥシェル 2000-2007
- フアン・カルロス・バレロン 2000-2013
- セルヒオ・ゴンサレス 2001-2010
- トロ・アクーニャ 2002-2003, 2004-2006
- ジュリアン・デ・グスマン 2005-2009
- ジョアン・ベルドゥ 2006-2009
- ファン・アントニオ・ロドリゲス 2006-2011
- アンヘル・ラフィタ 2007-2009
- アンドレス・グアルダード 2007-2012
- セルソ・ボルヘス 2015,2015-2018,2020-2021
- 柴崎岳 2019-2020

### FW
- クラウディオ・バラガン 1991-1995
- チキ・ベギリスタイン 1995-1997
- ペドロ・パウレタ 1998-2000
- ロイ・マカーイ 1999-2003
- ワルテル・パンディアーニ 2000-2005
- ディエゴ・トリスタン 2000-2006
- アルベルト・ルケ 2002-2005
- リキ 2006-2013
- アドリアン・ロペス 2006-2011, 2017-2018
- ラサッド・ヌイウィ 2009-2012
- サムエレ・ロンゴ 2019-